# Pınaryazı, Acıpayam
Pınaryazı là một xã thuộc huyện Acıpayam, tỉnh Denizli, Thổ Nhĩ Kỳ. Dân số thời điểm năm 2010 là 583 người.